# Slavkov pod Hostýnem
Slavkov pod Hostýnem là một làng thuộc huyện Kroměříž, vùng Zlínský, Cộng hòa Séc.